# Anzelmas Armonas
Anzelmas Armonas (ur. 27 października 1937 w rejonie rosieńskim) – szef KGB Litewskiej SRR (1991).
1955-1960 studiował w Kowieńskim Instytucie Politechnicznym, po czym pracował w truście budowlanym w Kłajpedzie. Od 14 sierpnia 1961 w organach bezpieki, słuchacz szkoły KGB nr 302, od 26 lipca 1962 porucznik, od 29 sierpnia 1962 pracował w oddziale KGB Kłajpedy i Litewskiego Wybrzeża Bałtyckiego jako pełnomocnik operacyjny i starszy pełnomocnik operacyjny, 1 listopada 1965 awansowany na kapitana, a 16 grudnia 1968 na majora. Od 3 grudnia 1963 szef Oddziału 3, od 2 września 1970 zastępca szefa, później szef Wydziału KGB Kłajpedy i Litewskiego Wybrzeża Bałtyckiego, 14 grudnia 1972 mianowany podpułkownikiem, a 30 kwietnia 1975 pułkownikiem, 1978 słuchacz trzymiesięcznych kursów, od 7 maja 1988 szef Zarządu 2 KGB Litewskiej SRR. Od listopada 1990 generał major i zastępca przewodniczącego KGB Litewskiej SRR ds. kadr - szef Wydziału Kadr, od 29 sierpnia do października 1991 nominalny szef KGB Litewskiej SRR; w praktyce od 20 sierpnia 1991 Litewska SRR już nie istniała, a Litwa była niepodległym państwem.